# Fritz Schullerus
Fritz Schullerus (n. 1866, Făgăraș, Principatul Transilvaniei -  d. 1898, Cincu Mare, Austro-Ungaria) a fost un pictor sas transilvănean. Sora sa Anna Schuller-Schullerus a devenit cunoscută ca povestitoare și scriitoare de limba germană, iar fratele său, Adolf Schullerus, ca lingvist, istoric, etnolog, folclorist, scriitor și teolog.

## Biografie
Tatăl său, Gustav Adolf Schullerus, a fost pastor evanghelic în Făgăraș.
Copilăria și-a petrecut-o la Dealu Frumos (Șulumberg). În 1881 s-a înscris la Gimnaziul Evanghelic de la Sibiu, pe care l-a absolvit în 1885.
În perioada 1885—1889 a urmat studiile la Landes-Zeichenlehrer-Bildungsanstalt (Școala de profesori de desen) de la Budapesta, cu Bertalan Székely și în următorii 2 ani a studiat la Maler Akademie (Academia de pictură) din München.
Întors în țară, a funcționat doi ani ca profesor de desen la Bistrița, după care s-a întors la München, pentru a se perfecționa.
Aici a cunoscut realismul și naturalismul, fiind influențat de Gustave Courbet și Jules Bastien-Lepage, dar și de Wilhelm Leibl, Hans Thoma, Max Liebermann și Fritz von Uhde.
Deși a început cu picturi istorice de mari dimensiuni, de factură academică, în care evoca trecutul sașilor, sub influența mentorului său Carl Dörschlag (1837 - 1917), educat la Academia Regală din Berlin, Fritz Schullerus a abandonat calea academismului și s-a orientat „spre un demers plastic mai realist, bazat pe studiul naturii”.
Genul Stimmungslandschaft, practicat de Adolf Hölzel, Ludwig Dill, Alfred Bachmann și Otto Modersohn a avut o puternică înrâurire asupra peisajelor artistului. Schullerus a optat târziu pentru acest gen, în momentul când era deja profund marcat de boala care, peste puțin timp, avea să-l răpună.

## Opera
În perioada 1895-1897 Fritz Schullerus a realizat un tablou pentru a celebra împlinirea unui mileniu de existență a coroanei maghiare. În 1933 tabloul a fost mutat de la Sighișoara la Muzeul Brukenthal din Sibiu. În muzeul din Sighișoara se găsește un studiu pentru acest tablou.
La comanda Societății Transilvănene Carpatine a pictat o panoramă a Sibiului și, împreună cu Arthur Coulin, un peisaj din Sinaia, de asemenea de mari dimensiuni. A realizat și peisaje precum cele de pe Valea Oltului („Peisaj cu Oltul”, „Mănăstirea”, „Seara pe Olt”, „Seară liniștită” ș.a.), impregnate de o atmosferă romantică, uneori cu accente dramatice, cu calități de picturalitate ce depășesc nivelul tablourilor din epocă.
În Biserica Neagră din Brașov, pe zidul din drepta față, lângă cor, se află o pictură în ulei pe pânză de Fritz Schullerus, în care este reprezentat acel moment fictiv în care maimarii sfatului brașovean depun jurământul pe „Cartea Reformei” de Johannes Honterus și pecetluiesc reforma în oraș. Prin stilul său, tabloul se apropie mult de pictura istorică a anilor 1890 din München, care cultiva un realism expresiv.
Pe altarul bisericii din Seliștat, realizat în 1807, pictura centrală, din 1892, îi aparține lui Fritz Schullerus. Pictura, stipendiată de Asociația femeilor din localitate, îl înfățișează pe Isus, cu îmbrăcămintea specifică evreilor, ducând de mână o fetiță.
La Muzeul Brukenthal se află expus un autoportret al lui Fritz Schullerus.

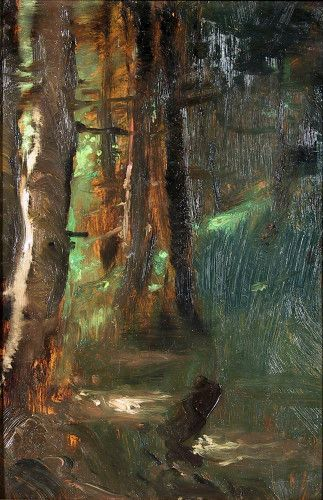
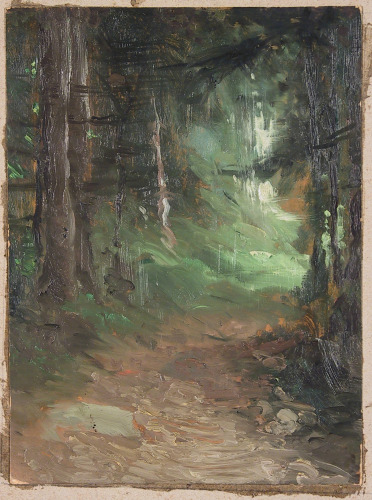
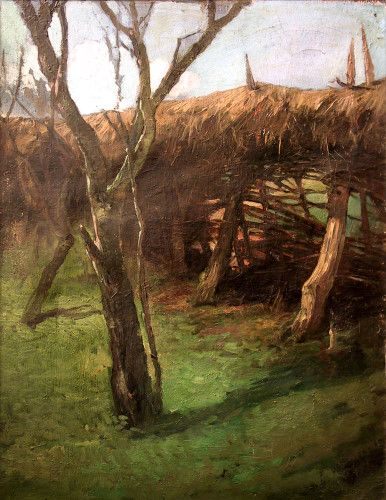
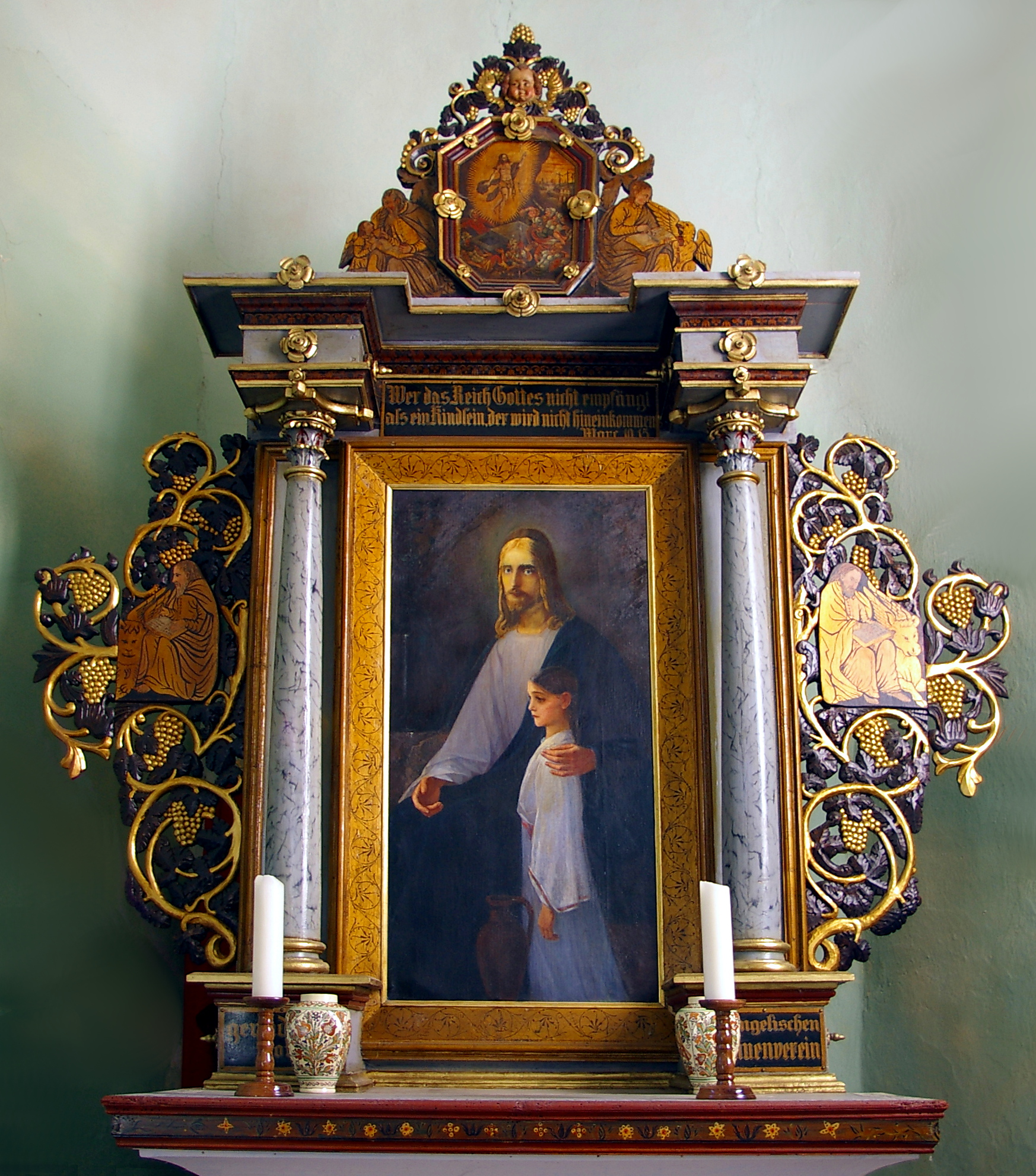

## Literatură
- Victor Roth: Fritz Schullerus - Ein siebenbürgisch - sächsisches Künstlerleben, editura Krafft, Sibiu, 1908.
- Adolf Schullerus: Gustav Adolf Schullerus und Fritz Schullerus: ein Lebensbild von Sohnes- und Bruders-hand, tipografia J. Drotleff, 1900 - 16 pagini
- Mesea, Iulia. Fritz Schullerus și povara tradiției (Fritz Schullerus et le poid de la tradition). În: AB artă, 1999-2002, 4, p. 287-304.
- Mesea, Iulia. Valori și semnificații ale creației peisagistice a lui Fritz Schullerus (Valeurs et significations de la création paysagistique de Fritz Schullerus). În: Sargeția, 1997-1998, 27, nr. 1, p. 793-800.